# Narodni muzej lepih umetnosti, Rio de Janeiro
Narodni muzej lepih umetnosti (portugalsko Museu Nacional de Belas Artes (MNBA)) je nacionalni muzej umetnosti v mestu Rio de Janeiro v Braziliji. Muzej, ki je bil uradno ustanovljen leta 1937 na pobudo ministra za izobraževanje Gustava Capaneme, je leta 1938 slovesno odprl predsednik Getúlio Vargas. Muzejska zbirka po drugi strani nastane ob selitvi portugalskega dvora v Brazilijo v začetku 19. stoletja, ko je kralj Ivan VI. Portugalski s seboj prinesel del portugalske kraljeve zbirke. Ta umetniška zbirka je po kraljevi vrnitvi v Evropo ostala v Braziliji in postala osrednja zbirka Nacionalne šole za likovno umetnost. Ko je bil muzej ustanovljen leta 1937, je postal dedič ne le zbirke nacionalne šole, ampak tudi njenega sedeža, stavbe v eklektičnem slogu iz leta 1908, ki jo je projektiral španski arhitekt Adolfo Morales de los Ríos.
Narodni muzej lepih umetnosti je ena najpomembnejših kulturnih ustanov v državi, pa tudi najpomembnejši muzej brazilske umetnosti, ki je še posebej bogat s slikami in kipi iz 19. stoletja. Zbirka vključuje več kot 20.000 kosov, med slikami, kipi, risbami in grafikami, brazilskih in mednarodnih umetnikov, od visokega srednjega veka do sodobne umetnosti. Vključuje tudi manjše sklope dekorativne umetnosti, ljudske in afriške umetnosti. Muzejska knjižnica ima zbirko okoli 19.000 naslovov. Stavba je bila leta 1973 uvrščena na seznam brazilske nacionalne dediščine.

## Zgodovina
Čeprav je bil muzej uradno ustanovljen 13. januarja 1937 in slavnostno odprt 19. avgusta 1938, je njegova zgodovina veliko starejša in sega vse do selitve portugalskega dvora v Brazilijo leta 1808. Kralj Ivan VI., ki je bežal pred invazijo francoskih čet na Portugalsko, se je nastanil v Riu de Janeiru in s seboj prinesel zbirko umetnin, ki so prvotno pripadale portugalski kraljevi zbirki. Po kraljevi vrnitvi v Evropo je večji del te zbirke ostal v Braziliji in je v muzeju opredeljen kot glavno jedro evropske umetnosti. Zbirko je kasneje povečal Joachim Lebreton, francoski umetnik, ki je vodil francosko umetniško misijo, ki je prišla v Brazilijo leta 1816, da bi pomagala organizirati umetnost v državi.
Francosko umetniško misijo je Ivan VI. zadolžil za organizacijo Kraljeve šole znanosti, umetnosti in obrti v Riu de Janeiru. Njeno prvo stavbo – ki jo je zasnoval francoski neoklasicistični arhitekt Grandjean de Montigny – je leta 1826 slovesno odprl cesar Peter I. Brazilski. Ob priložnosti otvoritve stavbe se je Kraljeva šola preimenovala v Cesarsko akademijo lepih umetnosti. V naslednjih desetletjih je Cesarski akademiji, dedinji imetja Ivana VI., uspelo razširiti to zbirko, zbrati pomembno zbirko slik in oblikovati gliptoteko.
Po razglasitvi republike leta 1889 se je Cesarska akademija preimenovala v Escola Nacional de Belas Artes (Nacionalna šola lepih umetnosti). Šola je ostala v prvotni stavbi tudi naslednja leta. Toda v 1900-ih je bilo središče Ria de Janeira obsežno preurejeno po modelih pariške urbanizacije. Med letoma 1906 in 1908 je bila zgrajena nova stavba za Državno šolo lepih umetnosti na Central Avenue (zdaj Avenida Rio Branco), zelo blizu novega glavnega trga mesta (Cinelândia).
Slog nove stavbe, ki jo je zasnoval španski arhitekt Adolfo Morales de los Ríos, se očitno zgleduje po muzeju Louvre v Parizu. Toda med gradnjo je bil projekt spremenjen, morda s strani Rodolfa Bernardellija in kasneje Archimedes Memoria. Posledično stavba predstavlja eklektično zasnovo s fasadami, oblikovanimi po različnih slogih. Glavno pročelje proti aveniji Rio Branco se zgleduje po francoski renesansi s pedimentom, kolonado in reliefi iz terakote, ki predstavljajo starodavne civilizacije, ter medaljoni, ki jih je naslikal Henrique Bernardelli in prikazujejo člane francoske umetniške misije in priznane brazilske umetnike. Stranske fasade so preprostejše in se nanašajo na italijansko renesanso. Krasijo jih pariški mozaiki z liki arhitektov, slikarjev in umetnostnih teoretikov, kot so Giorgio Vasari, Vitruvij in Leonardo da Vinci. Zadnja fasada je strogo neoklasicistična, okrašena z reliefi, ki jih je izdelal Edward Cadwell Spruce. Notranja dekoracija temelji na uporabi plemenitih materialov, kot so marmor, mozaiki, štukatura, kristal, francoska keramika in kipi. Stavba je bila 24. maja 1973 uvrščena na seznam nacionalne dediščine.
Gradnja je bila končana leta 1908. Istega leta so šolo in njeno umetniško zbirko začeli seliti na nov sedež. Zbirka slik je bila nameščena v tretjem nadstropju. V drugem nadstropju so postavili zbirko mavčnih kopij antičnih kipov, ki so jih uporabljali pri likovnem pouku, zanje pa so posebej razvili muzeografski projekt. Četrto nadstropje je bilo zasnovano za upravne pisarne in ateljeje za praktični pouk. Leta 1931 je šolo vključila Univerza v Riu de Janeiru.
Ko je leta 1937 minister za izobraževanje Gustavo Capanema ustanovil muzej, je podedoval fonde Escola Nacional de Belas Artes in bil nameščen na njenem sedežu; šolske upravne pisarne, ateljeji in večina tečajev so ostali v stavbi. V 40. in 50. letih 20. stoletja so bili nekateri tečaji preneseni na druge lokacije. Leta 1975 so bili preostali tečaji preneseni v sodobno stavbo v glavnem kampusu univerze (Ilha do Fundão), ki jo je projektiral Jorge Moreira. Ob tem prenosu je bila zbirka, ki sta si jo do takrat delila tako muzej kot šola, razkosana. Večji del umetniške zbirke je ostal v muzeju, zbirka dokumentov, »didaktičnih« umetnin ali umetnin, ustvarjenih v pedagoški dejavnosti, pa tudi zbirka Jeronyma Ferreira das Nevesa (podarjena umetniški šoli leta 1947) je bila prenesena v kampus Ilha do Fundão, ki služi kot osrednja zbirka univerzitetnega Museu Dom João VI. Po prenosu je bila Fundação Nacional de Artes (Nacionalna umetniška fundacija) nameščena v nekdanjih prostorih šole.
V 1980-ih je bilo v stavbi zaznati nekaj resnih strukturnih težav. Ker so predstavljali veliko grožnjo ohranjanju zbirke, je muzej prestal vrsto reform, s ciljem posodobitve razstavnih prostorov in preoblikovanja muzeografskega projekta ter hkrati ohranjanja prvotnega stila in dekoracije stavbe. Sredi 1990-ih so Fundação Nacional de Artes preselili na drugo lokacijo in muzej je končno lahko zasedel celotno stavbo. Trenutno muzej šteje 6733,84 kvadratnih metrov razstavnih površin in 1797,32 kvadratnih metrov depoja. Poleg razstavnih prostorov in tehničnih/administrativnih prostorov ima muzej laboratorije za konserviranje in restavriranje ter studie za oblikovanje mavca.
Muzejska knjižnica je specializirana za umetnost 19. in 20. stoletja. Poleg zbirke približno 19.000 naslovov obsega več kot 12.000 avdiovizualnih predmetov, ikonografskih in tekstovnih dokumentov, redkih knjig, časopisov, revij, katalogov in drugega gradiva, povezanega z zgodovino ustanove, od cesarske akademije do danes. Poleg stalnih in občasnih razstav muzej organizira izobraževalne dejavnosti za širšo javnost in umetniške izobraževalne programe za učitelje, s ciljem razširjanja in boljšega razumevanja brazilske kulturne dediščine.

## Zbirke
Od ustanovitve leta 1808 se je zbirka umetnin izjemno povečala in šteje okoli 20.000 predmetov. Zbirke vključujejo slikarstvo, kiparstvo, risbo, pa tudi dekorativno umetnost, pohištvo, ljudsko umetnost in afriško umetnost.

### Brazilska umetnost

#### Slikarstvo
Narodni muzej lepih umetnosti je dedič zbirk, ki so jih od začetka 19. stoletja zbirale Kraljeva šola znanosti, umetnosti in obrti ter njene naslednice (Cesarska akademija lepih umetnosti in Narodna šola lepih umetnosti), tj. nacionalna institucija, odgovorna za register brazilskih slikovnih del. Zato je splošno sprejeto, da nobena druga zbirka, javna ali zasebna, ne more predstaviti tako široke in celovite panorame brazilskega slikarstva v zvezi s francosko umetniško misijo, slikarstvom 19. in zgodnjega 20. stoletja, tudi v analognih pogojih. Zbirka vključuje več del Nicolasa-Antoina Taunayja, Jean-Baptista Debreta, Félixa Taunayja, Victorja Meirellesa (več kot 150 del, vključno s Prvo mašo v Braziliji in Bitko pri Guararapesu), Pedra América (Bitka pri Avaíju, Mojzes in Johebeda, itd.), Almeida Júnior (Zalezovanje deželanov, Brazilski drvar itd.), Manuel de Araújo Porto-alegre, Pedro Weingärtner, Rodolfo Amoedo, João Zeferino da Costa, Henrique Bernardelli, Eliseu Visconti, Castagneto, Hipólito Caron, Antônio Parreiras, in mnogi drugi.
Čeprav je zbirka slik še posebej močna glede na 19. stoletje, vključuje tudi reprezentativne slike kolonialnega obdobja, kot so dela Manuela da Cunhe, Leandra Joaquima in Manuela Diasa de Oliveira. Moderni del vključuje skromno zbirko slik umetnikov, tesno povezanih s tednom moderne umetnosti (Anita Malfatti, Tarsila do Amaral, Di Cavalcanti, Lasar Segall, Vicente do Rego Monteiro itd.) in bolj reprezentativno zbirko modernističnih slikarjev, dejavnih v 1930 in naprej (Cândido Portinari, Djanira, Guignard, Cícero Dias, Alfredo Volpi, Maria Leontina, Ivan Serpa, Iberê Camargo itd.). Med sodobnimi imeni so v zbirki Hélio Oiticica, Paulo Pasta in Eduardo Sued.

#### Skulpture
Oddelek za brazilsko kiparstvo je najmanjši med muzejskimi oddelki za brazilsko umetnost in prav tako izvira iz fondov nekdanje Nacionalne akademije. Nekatera umetniška dela v zbirki so bila pridobljena s prenosom del umetnikov, ki jim je vlada dodelila subvencijo za študij v Evropi. Za začetek sistematičnega zbiranja kipov je bil zaslužen kipar Rodolfo Bernardelli, ki je bil konec 19. stoletja imenovan za ravnatelja akademije. Je tudi najbolje zastopan kipar v zbirki, z več kot 250 deli, ki jih je po njegovi smrti podaril njegov brat. Brazilsko akademsko kiparstvo med drugim zastopajo tudi Marc Ferrez, Chaves Pinheiro, Almeida Reis in Correia Lima.
Zbirka modernega in sodobnega kiparstva vključuje imena, kot so Celso Antônio de Menezes, Franz Weissmann, Amílcar de Castro, Rubem Valentim, Sergio de Camargo, Farnese de Andrade itd. V zadnjih letih je muzej razširil svojo zbirko kolonialnih kipov 17. in 18. stoletja, ki so večinoma neevidentiranega avtorstva.

#### Grafike
Narodni muzej lepih umetnosti ima eno najpomembnejših zbirk grafik v državi, zbirko del, ki lahko zagotovi izjemno panoramo zgodovinskega razvoja tiskarske tehnike v Braziliji. Zbirka obsega dela Augusta Offa, Emila Baucha, Carlosa Oswalda, Oswalda Goeldija, Lívia Abrama, Lasarja Segala, Marie Bonomi, Fayge Ostrower, Carlosa Scliarja, Potyja Lazzarotta, Edith Behring, Anne Letycie Quadros, Dionísia del Santo, Anne Belle Geiger, Rubens Gerchman. Poleg grafik zbirka vključuje skupino 126 lesenih blokov Goeldija, 62 bakrenih plošč Carlosa Oswalda in 27 plošč Djanire itd. Zbirka grafik je stalno na voljo raziskovalcem, umetnikom in širši javnosti v Gabinete de Gravuras (grafična omara) in je predstavljena na občasnih razstavah v sobi Carlosa Oswalda.

#### Risbe
Oddelek brazilskih risb vsebuje približno 4000 del, kar je ena največjih zbirk ustanove. Vključuje dela s svinčnikom, peresom, tušem, barvico, akvarelom, kredo in drugimi tehnikami, bodisi izdelana kot skice bodisi kot samostojna umetniška dela. Glavno jedro sestavljajo velike zbirke del Victorja Meirellesa ter bratov Rodolfa in Henriqueja Bernardellija ter drugih mojstrov 19. stoletja, kot so Rodolfo Amoedo, Grandjean de Montigny, Zeferino da Costa, Eliseu Visconti, Manuel de Araújo Porto -alegre, Lucílio de Albuquerque in Henrique Alvim Corrêa, vendar zbirka vključuje tudi številne moderne in sodobne umetnike, kot so Anita Malfatti, Di Cavalcanti, Tarsila do Amaral, Flávio de Carvalho, Oswaldo Goeldi, Cândido Portinari, Anna Maria Maiolino, Gregório Gruber in Aldemir Martins. Eden od vrhuncev v sodobnem delu je zbirka več kot 600 risb Djanire.

### Mednarodna umetnost

#### Slikarstvo
Oddelek mednarodnega slikarstva Narodnega muzeja lepih umetnosti predstavlja začetno jedro muzejskega fonda. Izhaja iz zbirke portugalskega kralja Ivana VI., ki je bila leta 1808 skupaj s portugalskim dvorom prenesena v Brazilijo. Kasneje so zbirko razširili s slikami, ki jih je prinesel Joaquim Lebreton, ki je prišel v Brazilijo z nalogo organiziranja prve umetniške akademije v državi. Kasnejše pridobitve in donacije so močno povečale mednarodno umetniško zbirko, ki je danes ena najbolj reprezentativnih med južnoameriškimi muzeji. Večji del zbirke predstavlja evropsko slikarstvo, predvsem francosko, sledijo italijanska, portugalska, španska, nizozemska in flamska šola ter v manjši meri slikarstvo držav Latinske Amerike, Kanade in ZDA. Najzgodnejša slika v zbirki sega v 13. stoletje, večina pa se nanaša na 19. stoletje.
Zbirka italijanskega slikarstva je opazna po posebnih delih, kot so manieristična in baročna umetniška dela. Med zastopanimi umetniki so Bartolomeo Passarotti, Luca Cambiaso, Gioacchino Assereto, Giovanni Lanfranco, Il Raffaellino, Francesco Albani, Antonio Maria Vassallo, Luciano Borzone, Simone Cantarini, Valerio Castello, Jacopo Vignali, Grechetto, Giambattista Langetti, Ciro Ferri, Francesco Cozza, Baciccio, Corrado Giaquinto, Francesco Guardi, Tiepolo in Alessandro Magnasco.
Jedro francoskega slikarstva sestavljajo predvsem umetnine 18. in 19. stoletja. Obsega poleg slikarjev francoske umetniške misije imena, kot so Jacques Courtois, Jean-Baptiste Marie Pierre, François Bonvin, Théodule Ribot, Jules Breton, Jean-Paul Laurens, Constant Troyon, Jean-Jacques Henner, Jules Dupré, Gustave Doré, Henri Harpignies, Alfred Sisley, Armand Guillaumin, Edmond Aman-Jean in Henri Martin. Med vrhunci zbirk je skupina 20 slik Eugèna Boudina, ena največjih tovrstnih skupin zunaj Francije.
Zbirko nizozemskega, flamskega in nemškega slikarstva v glavnem sestavljajo dela od 15. do 17. stoletja. Vključuje pomembno skupino osmih brazilskih pokrajin nizozemskega umetnika Fransa Posta, prvega krajinarja Novega sveta. Zbirka vključuje tudi slike Joosa van Cleva, Hansa von Kulmbacha, Jana Dirksza Botha, Michiela Jansza van Mierevelta, Jana Brueghela starejšega, Abrahama Brueghela, Davida Teniersa mlajšega, Daniela Seghersa, Gerarda ter Borcha, Davida Becka, Jana Steena.
Drugi evropski umetniki, predstavljeni v zbirki, so Juan Pantoja de la Cruz, Bernardo Germán de Llórente in Federico de Madrazo (Španci), Francisco de Holanda, Silva Porto, António Pedro, Columbano Bordalo Pinheiro in José Malhoa (Portugalci), Emile Claus (Belgijci), Árpád Szenes (Madžar) in Carlos Schwabe (Švicar). Latinskoameriško slikarstvo predstavljajo številna anonimna dela šole iz Cuzca in nekaterih sodobnih umetnikov, kot sta Argentinca Benito Quinquela Martín in Cesáreo Bernaldo de Quirós. Umetnost Amerike predstavljata tudi Kanadčana Marc-Aurèle de Foy Suzor-Coté in Paul Duff.

#### Skulpture
Muzej hrani majhno zbirko mednarodne skulpture, ki večinoma izvira iz 19. stoletja. Za razliko od zbirke brazilskega kiparstva ta skupina del ni bila zbrana s sistematičnimi pridobitvami, temveč s sporadičnimi donacijami in zapuščinami. Med njimi izstopata rimski marmorni doprsni kip Antinoja iz 2. stoletja pred našim štetjem ter grški ženski torzo. Zbirka vključuje tudi tri bronaste doprsne kipe Françoisa Rudeja, Ženec Constantina Meunierja, Meditacija brez orožja [Auguste Rodin|Augusta Rodina]] in druga dela Antoine-Louisa Baryeja, Antónia Teixeira Lopesa itd. Več del v zbirki je delo tujih umetnikov, dejavnih v Braziliji med 19. stoletja, kot sta francoska brata Marc in Zéphyrin Ferrez ter Italijan Augusto Girardet. Zbirka vključuje tudi številne bronaste redukcije, ki so jih izdelala umetniško-industrijska podjetja, kot je Barbedienne, in didaktično zbirko mavčnih kopij starogrških in rimskih kipov.

#### Grafika
Muzej ima približno 2000 primerkov mednarodne grafike. Čeprav ni obsežna po velikosti, je zbirka precej raznolika in eklektična ter ponuja kratko panoramo zgodovine graviranja v različnih civilizacijah. Posebno pomembna je skupina flamskih, nizozemskih in nemških grafik. Avtorji v zbirki so Pieter de Jode I, Albrecht Dürer, Hans Sebald Beham, Cornelis Visscher, Anthonis van Dyck in znamenita Rembrandtova grafika Sto guldnov. Dobro je zastopana tudi francoska šola. Poleg del umetnikov, kot sta Jacques Callot in Claude Lorrain, ima muzej dva albuma Gustava Doréja z lesorezi, ustvarjenimi za ilustracije časopisov, ter 80 litografij Honoréja Daumierja, prežetih s politično in družbeno kritiko, objavljenih v tridesetih letih 19. stoletja pri zgodovinski reviji Le Charivari.
Italijansko grafiko v zbirki predstavljajo dela Agostina Carraccija, Piranesija, Bartolozzija, Tiepola ter reprodukcije grafik Giovannija Fola in Raffaella Morghena. Drugi pomembni graverji so Francisco de Goya (Los disparates), William Hogarth in Joseph Mallord William Turner. Sodobne grafike vključujejo več del Pabla Picassa, Joana Mirója, Jacquesa Lipchitza, Marca Chagalla, Vasilija Kandinskega in Jacquesa Villona. Še en vrhunec zbirke je skupek več kot sto japonskih lesorezov (Ukijo-e) iz 17. in 18. stoletja umetnikov, kot sta Utamaro in Utagava Hirošige.

### Druge zbirke

#### Brazilska ljudska umetnost
Muzejsko zbirko ljudske umetnosti sestavlja 442 del, ki pričajo o več etnoloških vidikih regionalnih družb Brazilije. Zbirka vključuje dela tako funkcionalne kot umetniške narave, njena vrednost pa je v tem, da razkriva življenjske razmere, tradicije, religioznost, rekreacijo, estetske ideale, ustvarjalnost in odnos med človekom in naravo brazilskih, pa tudi regionalnih ljudstev. razlike glede teh vprašanj. Ljudska pobožnost in drugi vidiki vere v Braziliji so dobro dokumentirani v zbirki, ki vključuje številne primere ex-votos, kipov iz gline in lesa itd. Manuel Eudócio, Zé Caboclo in Mestre Cândido so nekateri obrtniki, predstavljeni v zbirki.

#### Afriška umetnost
Muzejsko zbirko afriške umetnosti sestavljajo lesene rezbarije, maske, obredni predmeti, funkcionalni predmeti, kipi iz slonovine in brona, tekstil, telesni okraski in drugi predmeti, povezani z več etničnimi skupinami, od katerih je večina avtohtonih prebivalcev zahodne Afrike, natančneje , do Beninskega zaliva. Zbirka je še posebej pomembna zaradi svoje koherentne geografske enotnosti, ki omogoča prepoznavanje medetničnih tokov med skupinami, kot so Ashanti, Bassa, Baoulé, Dan, Bambara, Fon, Fulani, Senufo, Yoruba in neidentificirane skupine Benina. Zato je pomemben register skupnih simbolov politične, družbene in ekonomske moči, kar zadeva vseafriške teorije. Drug pomemben vidik zbirke je dejstvo, da je več umetniških del, predvsem nabožne narave, tesno povezanih z afro-brazilsko kulturo.